# II. Marineflakbrigade
De II. Marineflakbrigade was een Duitse militaire eenheid in de Tweede Wereldoorlog. De eenheid werd op 1 mei 1942 opgericht uit onderdelen van het 2. Marineflakregiment. Tijdens haar gehele bestaan was het gestationeerd in Wilhelmshaven, waar het voornamelijk belast werd met de bescherming van de haven tegen luchtaanvallen. In mei 1945 werd de eenheid opgeheven. 
De II. Marineflakbrigade onderdeel van het Abschnitt Wilhelmshaven, dat weer onder de Küstenbefehlshaber Ostfriesland viel.

## Commandanten
- Konteradmiral Walther Oehler (1 mei 1942 - december 1943)
- Kapitän zur See Herbert Sorge (januari 1944 - oktober 1944)
- Fregattenkapitän der Reserve Hans Pfülf (oktober 1944 - mei 1945)

## Samenstelling
- Marineflakabteilung 212
- Marineflakabteilung 222
- Marineflakabteilung 232
- Marineflakabteilung 252
- Marineflakabteilung 262
- Marineflakabteilung 272
- Marineflakabteilung 282